# Aneilema

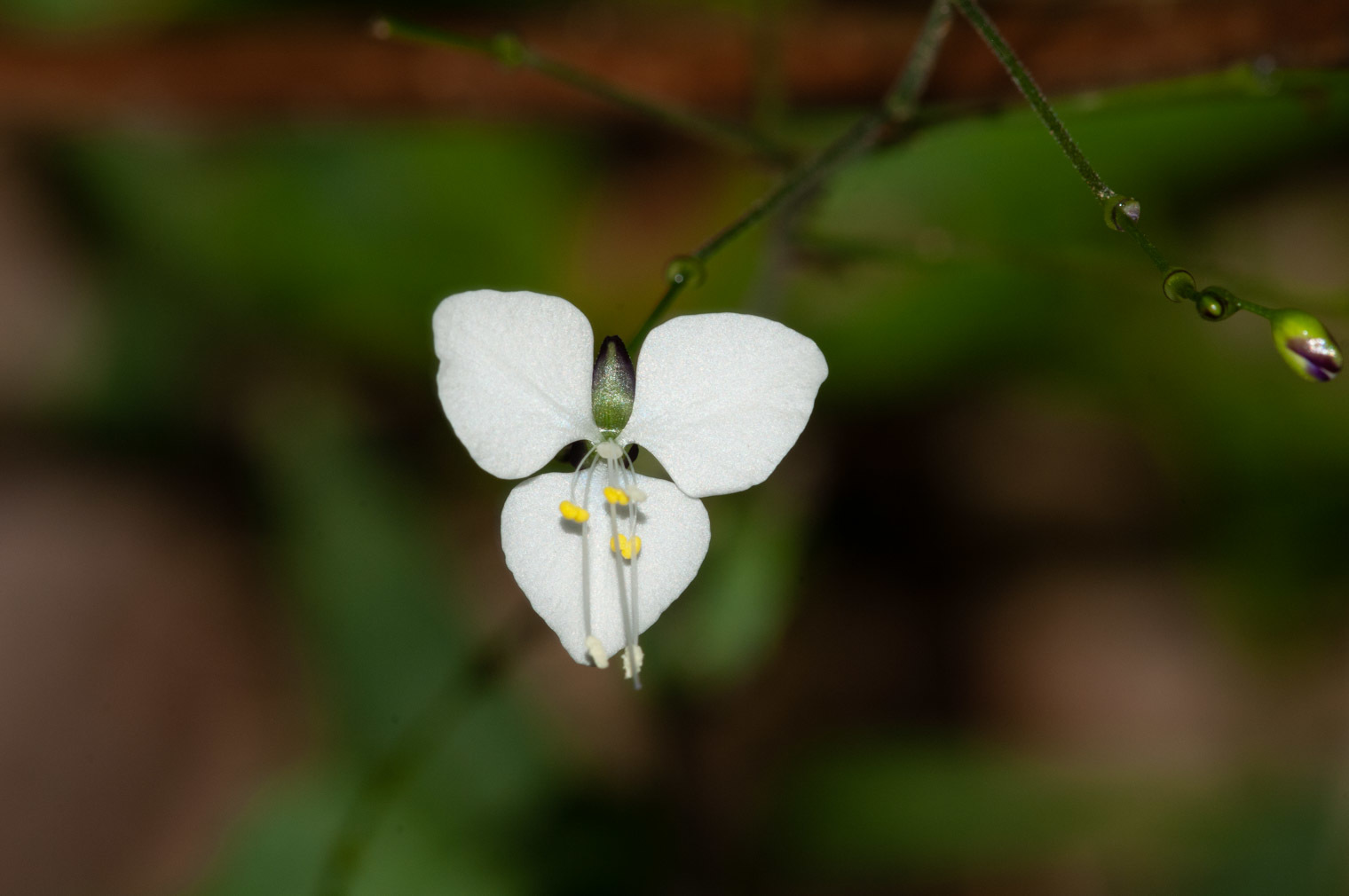
Aneilema acuminatum

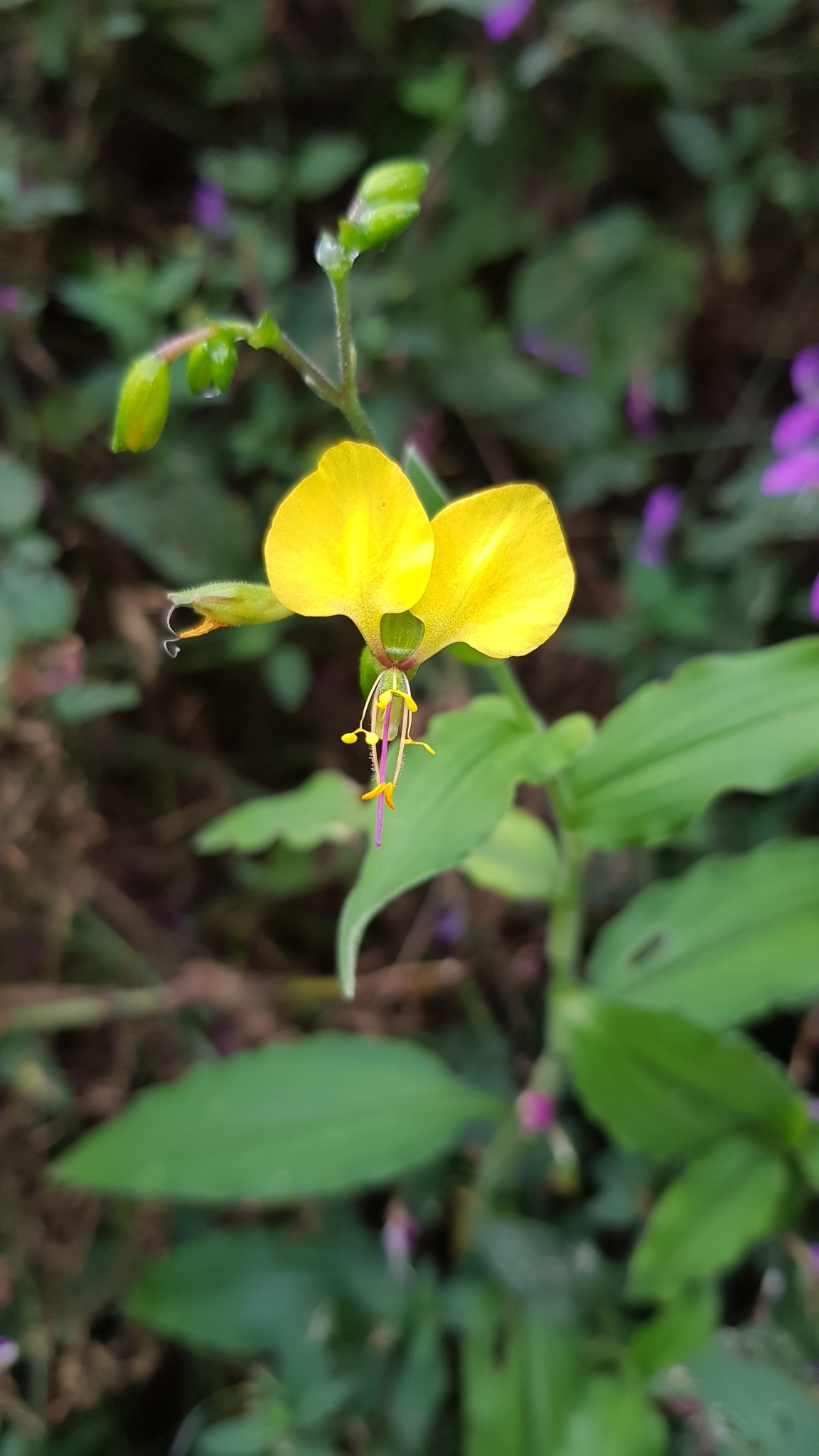
Aneilema aequinoctiale

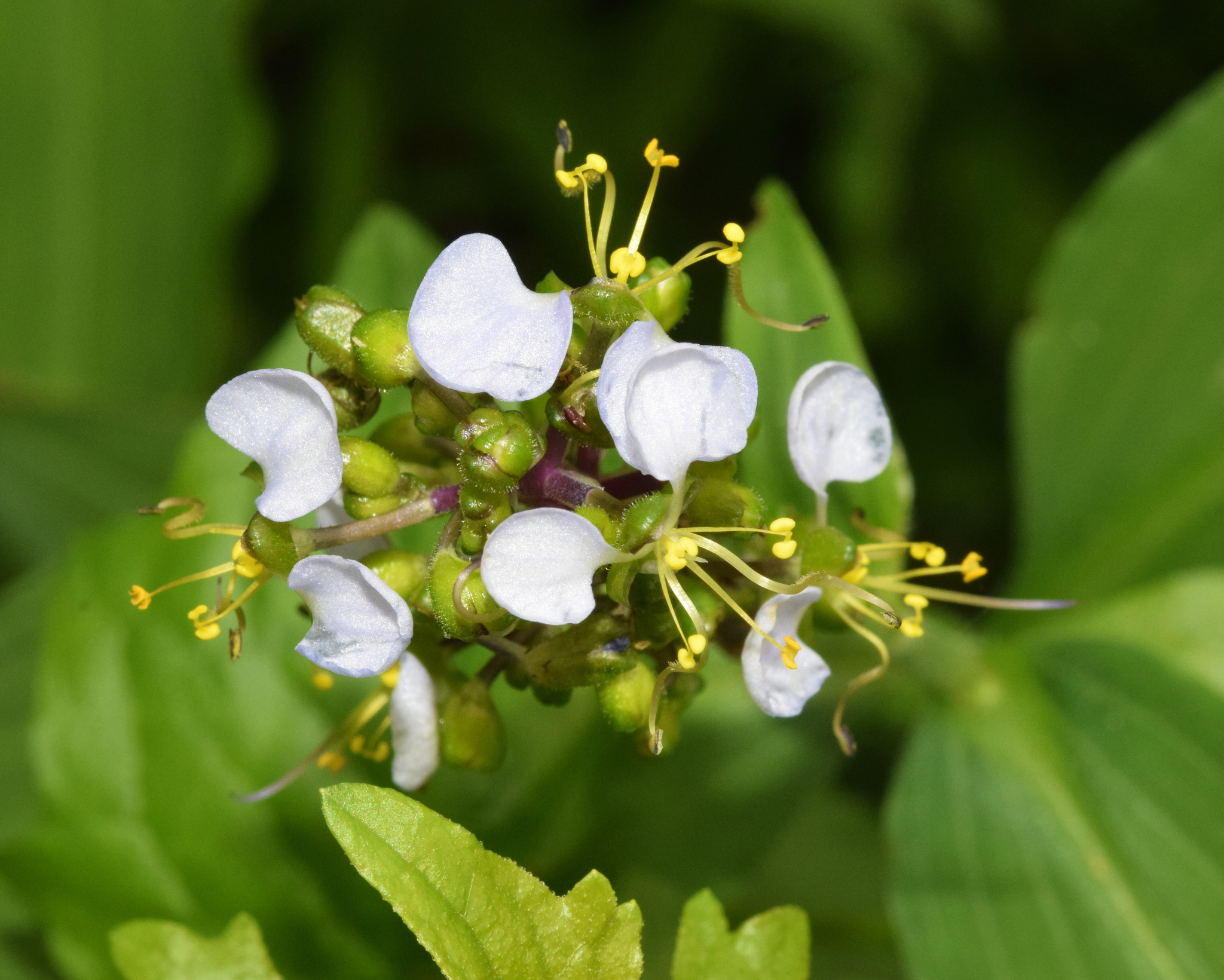
Aneilema dregeanum

Aneilema R.Br. – rodzaj roślin z rodziny komelinowatych. Obejmuje 65 gatunków występujących na obszarach klimatu strefy międzyzwrotnikowej i podzwrotnikowej Ameryki Południowej i Środkowej, Afryki, Półwyspu Arabskiego, Melanezji, Australii i Oceanii. 
Nazwa naukowa rodzaju pochodzi od greckich słów α- (a- – przedrostek oznaczający brak czegoś) i είλημα (eilema – okrywa) i odnosi się do niebecności pochwiastej podsadki w kwiatostanach tych roślin. 

## Zasięg geograficzny
Centrum różnorodności rodzaju jest w Afryce międzyzwrotnikowej, gdzie występuje 58 z 65 gatunków tej rośliny. Zasięg Aneilema forskalii rozciąga się na Półwysep Arabski, a A. umbrosum do Ameryki Południowej i Środkowej; jest to gatunek o najszerszym zasięgu występowania. Występująca w południowo-wschodniej Afryce A. dregeanum została introdukowana do Kambodży i Wietnamu. A. woodii jest endemitem Jemenu, a A. aparine Madagaskaru. Zasięg występowania A. brasiliense sięga od Brazylii do Wenezueli. Cztery gatunki Aneilema (A. acuminatum, A. biflorum, A. sclerocarpum i A. siliculosum) występują w północno-wschodniej Australii, przy czym zasięg A. acuminatum rozciąga się na Nową Gwineę i Vanuatu. A. alatum występuje endemicznie na Jawie, a A. neocaledonicum na Nowej Kaledonii i Vanuatu.

## Morfologia
PokrójWieloletnie i jednoroczne rośliny zielne o zróżnicowanym pokroju.
KorzenieWłókniste lub bulwiaste.
LiścieUlistnienie skrętoległe lub dwurzędowe. Pochwy liściowe zwykle orzęsione na wierzchołku. Blaszki liściowe ogonkowe lub siedzące, zwykle zielne (rzadko gruboszowate). Najwyżej położony liść na pędzie kwiatostanowym (podsadka) zwykle bardzo zredukowany.
KwiatyZebrane w tyrs złożony z dwurzędek, rzadko zredukowany do dwurzędki, wyrastający wierzchołkowo na pędzie kwiatostanowym, wierzchołkowo oraz z kątów liści lub rzadko jedynie z kątów liści. W ramach jednego kwiatostanu występują kwiaty obupłciowe, obupłciowe oraz męskie i rzadziej obupłciowe, męskie i żeńskie. Dwurzędki wsparte trwałymi podsadkami, często gruczołowatymi na wierzchołku. Przysadki często kubeczkowate, obrastające szypułkę, zwykle gruczołowate wierzchołkowo, trwałe. Okwiat sześciolistkowy. Trzy listki zewnętrznego okółka są wolne, trwałe, wklęsło-wypukłe, zwykle kapturkowate wierzchołkowo, szczególnie środkowy, głównie zielone, zwykle gruczołowate na wierzchołku nagie lub krótko omszone. Trzy listki wewnętrznego okółka są wolne, niemal równej wielkości i jednobarwne lub częściej środkowy jest znacznie zmniejszony lub rzadziej powiększony i odbarwiony. Zewnętrzne listki wewnętrznego okółka są zwykle skierowane do góry, zawsze paznokciowate, białe do liliowego lub lawendowego lub żółte do pomarańczowego, rzadko czerwone; paznokcie nagie, rzadko owłosione. Środkowy listek wewnętrznego okółka zwykle skierowany w dół, klinowaty u nasady, rzadko paznokciowaty, zwykle matowo zabarwiony i niepozorny, rzadko owłosiony u nasady. Trzy prątniczki położone naprzeciwlegle bocznym listkom wewnętrznego okółka oraz środkowemu listkowi zewnętrznego okółka okwiatu, równej wielkości lub częściej środkowy jest zredukowany lub nieobecny, a jego główka zwykle różni się wielkością i kształtem od bocznych prątniczków. Główki prątniczków dwuklapowane, rzadziej całobrzegie, a łatki szypułkowane lub siedzące; nitki zawsze nagie. Trzy pręciki przeciwległe bocznym listkom zewnętrznego okółka oraz środkowemu listkowi wewnętrznego okółka okwiatu, równej wielkości lub częściej środkowy jest dużo krótszy od bocznych. Nitki pręcików nagie lub u bocznie położonych bródkowane z jednorzędowymi włoskami. Główki pręcików osadzone u nasady, grzbietowo lub obrotne, pękające wzdłużnie, zwykle do wewnątrz, rzadziej bocznie lub na zewnątrz. Główka środkowego pręcika zwykle różni się wielkością i kształtem od bocznych pręcików, również pyłek różni się kolorem, a niekiedy jest niezdolny do zapłodnienia. Zalążnia szypułkowana lub siedząca, dwu- lub trójkomorowa, naga lub częściej gruczołowato owłosiona, niekiedy z haczykowatymi włoskami. Grzbietowa komora niewykształcona lub z jednym (rzadko więcej) zalążkiem. Boczne komory z 1–6 zalążkami położonymi w jednym rzędzie. Szyjka słupka prosta, zwieńczona główkowatym lub niepowiększonym znamieniem.
OwoceZwykle pękające, rzadko niepękające, dwu- lub trójkomorowe torebki, zwykle szare do brązowych, błyszczące, nagie lub owłosione. Klapy trwałe lub grzbietowa odpadająca. Komora grzbietowa, jeśli występuje, pusta lub z jednym, rzadko więcej, nasionem. Łupina nasion zróżnicowana.

## Biologia
RozwójWśród biologicznie istotnych cech morfologicznych różniących poszczególne gatunki Aneilema można wyróżnić typy kwiatów obecnych w kwiatostanie, ich wielkość, kolor okwiatu, położenie pręcików w czasie kwitnienia, owłosienie nitek pręcików, płodność pyłku w różnych pylnikach oraz położenie znamienia względem pylników. Cechy te wydają się przyciągać do różnych gatunków różne rodzaje zapylających owadów. Do owadów zapylających można zaliczyć błonkoskrzydłe, takie jak miesierkowate, smuklikowate i pszczołowate, muchówki, takie jak ziemiórkowate, bujankowate, bzygowate i plujkowate oraz chrząszcze.
Cechy fitochemiczneW roślinach z tego rodzaju obecne są flawony C-glikozydowe.
GenetykaPodstawowa liczba chromosomów x u gatunków z tego rodzaju wynosi 9, 10 i 13–16. Liczba chromosomów 2n = 18, 20, 26, 28, 30, 32, 36, 40(?), 52, 60, 64, 78, 90, ok. 104. Chromosomy Aneilema są na ogół małe i prawie u wszystkich gatunków wszystkie lub większość to chromosomy metacentryczne lub submetacentryczne.

## Systematyka
Pozycja systematycznaRodzaj z plemienia Commelineae podrodziny Commelinoideae w rodzinie komelinowatych (Commelinaceae).
Wykaz gatunków zgodnie z podziałem rodzaju według Fadena 1991
- sekcja Aneilema – środkowy listek wewnętrznego okółka okwiatu równej wielkości lub większy od bocznych, zwykle tej samej barwy, niełódeczkowaty, niekubeczkowaty; nitki pręcików nagie, wolne, wszystkie trzy pręciki wykształcone, zalążnia i torebki nagie, łupina nasion pomarszczona
  - Aneilema acuminatum R.Br.
  - Aneilema aparine H.Perrier
  - Aneilema biflorum R.Br.
  - Aneilema neocaledonicum Schltr.
  - Aneilema sclerocarpum F.Muell.
  - Aneilema siliculosum R.Br.
- sekcja Lamprodithyros – środkowy listek wewnętrznego okółka okwiatu równej wielkości lub większy od bocznych, zwykle tej samej barwy, łódeczkowaty lub kubeczkowaty; nitki pręcików nagie, zrośnięte u nasady, wszystkie trzy pręciki wykształcone, zalążnia i torebki owłosione, łupina nasion dziobata lub siateczkowata
  - Aneilema benadirense Chiov.
  - Aneilema calceolus Brenan
  - Aneilema clarkei Rendle
  - Aneilema forskalii Kunth
  - Aneilema indehiscens Faden
  - Aneilema lamuense Faden
  - Aneilema petersii (Hassk.) C.B.Clarke
  - Aneilema recurvatum Faden
  - Aneilema sebitense Faden
  - Aneilema succulentum Faden
  - Aneilema tanaense Faden
  - Aneilema woodii Faden
  - Aneilema zebrinum Chiov.
- sekcja Rendlei – środkowy listek wewnętrznego okółka okwiatu mniejszy od bocznych i inaczej zabarwiony, nitki pręcików nagie, główka środkowego pręcika duża, eliptyczna do jajowatej, z silną wypukłością, łącznik kasztanowatej barwy, torebki nagie, nitki bocznych pręcików kwiatów męskich oraz szyjka słupka kwiatów obupłciowych J-kształtne, znamię niepowiększone
  - Aneilema brenanianum Faden
  - Aneilema rendlei C.B.Clarke
  - Aneilema taylorii C.B.Clarke
  - Aneilema usambarense Faden
- sekcja Amelina – środkowy listek wewnętrznego okółka okwiatu mniejszy od bocznych i inaczej zabarwiony, nitki pręcików nagie lub bródkowane, główka środkowego pręcika różna od bocznych, ale inna niż w sekcji Rendlei, torebki owłosione lub nagie, nitki bocznych pręcików proste lub pofalowane, znamię główkowate, kwiatostany luźne, dwurzędki położone niemal naprzeciwlegle lub niemal okółkowo, kwiaty średnie do dużych, zwykle o szerokości 12–40 mm (jeśli mniejsze, to listki wewnętrzne boczne żółte do pomarańczowych)
  - Aneilema aequinoctiale (P.Beauv.) G.Don
  - Aneilema ephemerum Faden
  - Aneilema gillettii Brenan
  - Aneilema hockii De Wild.
  - Aneilema johnstonii K.Schum.
  - Aneilema longirrhizum Faden
  - Aneilema nyasense C.B.Clarke
  - Aneilema plagiocapsa K.Schum.
- sekcja Somaliensia – środkowy listek wewnętrznego okółka okwiatu mniejszy od bocznych i inaczej zabarwiony, nitki pręcików nagie, główka środkowego pręcika różna od bocznych, ale inna niż w sekcji Rendlei, torebki owłosione lub nagie, nitki bocznych pręcików S-kształtne, mniej więcej członowane, znamię niegłówkowate, kwiatostany gęste do umiarkowanie rzadkich, głównie z naprzemianległymi dwurzędkami, kwiaty małe do średnich, zwykle o szerokości 4–15(–20) mm, korzenie zwykle bulwiaste, rośliny wieloletnie zasiedlające suche formacje zaroślowe
  - Aneilema grandibracteolatum Faden
  - Aneilema longicapsa Faden
  - Aneilema obbiadense Chiov.
  - Aneilema pusillum Chiov.
  - Aneilema somaliense C.B.Clarke
- sekcja Brevibarbata – środkowy listek wewnętrznego okółka okwiatu mniejszy od bocznych i inaczej zabarwiony, nitki pręcików rzadko i niewydatnie bródkowane, główka środkowego pręcika różna od bocznych, ale inna niż w sekcji Rendlei, torebki owłosione lub nagie, nitki bocznych pręcików S-kształtne, mniej więcej członowane, znamię główkowate, kwiatostany gęste do umiarkowanie rzadkich, głównie z naprzemianległymi dwurzędkami, kwiaty małe do średnich, zwykle o szerokości 4–15(–20) mm, przysadki kubkowate, zwykle obrastające szypułkę, pozbawione równowąskich wierzchołków, korzenie włókniste lub niekiedy bulwiaste, rośliny jednoroczne lub wieloletnie, zasiedlające lasy i formacje trawiaste, rzadko zaroślowe
  - Aneilema angolense C.B.Clarke
  - Aneilema arenicola Faden
  - Aneilema beniniense (P.Beauv.) Kunth
  - Aneilema brunneospermum Faden
  - Aneilema dispermum Brenan
  - Aneilema dregeanum Kunth
  - Aneilema homblei De Wild.
  - Aneilema lanceolatum Benth.
  - Aneilema macrorrhizum T.C.E.Fr.
  - Aneilema mortonii Brenan
  - Aneilema paludosum A.Chev.
  - Aneilema pomeridianum Stanf. & Brenan
  - Aneilema schlechteri K.Schum.
  - Aneilema setiferum A.Chev.
  - Aneilema silvaticum Brenan
  - Aneilema umbrosum (Vahl) Kunth
  - Aneilema welwitschii C.B.Clarke
- sekcja Pedunculosa – środkowy listek wewnętrznego okółka okwiatu mniejszy od bocznych i inaczej zabarwiony, nitki pręcików gęsto i wydatnie bródkowane, główka środkowego pręcika różna od bocznych, ale inna niż w sekcji Rendlei, torebki owłosione lub nagie, nitki bocznych pręcików S-kształtne, mniej więcej członowane, znamię główkowate, kwiatostany gęste do umiarkowanie rzadkich, głównie z naprzemianległymi dwurzędkami, kwiaty małe do średnich, zwykle o szerokości 4–15(–20) mm, przysadki inne niż u Brevibarbata, często z równowąskimi wierzchołkami, korzenie włókniste, rośliny jednoroczne lub wieloletnie, zasiedlające lasy i formacje trawiaste, rzadko zaroślowe
  - Aneilema chrysopogon Brenan
  - Aneilema hirtum A.Rich.
  - Aneilema leiocaule K.Schum.
  - Aneilema minutiflorum Faden
  - Aneilema nicholsonii C.B.Clarke
  - Aneilema pedunculosum C.B.Clarke
  - Aneilema richardsiae Brenan
  - Aneilema spekei C.B.Clarke
  - Aneilema termitarium Faden
- incertae sedis
  - Aneilema alatum Koord.
  - Aneilema brasiliense C.B.Clarke
  - Aneilema trispermum Faden

## Znaczenie użytkowe
Kilka gatunków znajduje zastosowanie w tradycyjnej medycynie afrykańskiej. W Tanzanii wywar z liści A. aequinoctiale podawany jest dzieciom w przypadku kwashiorkoru, a sok z liści A. beniniense kobietom cierpiącym na brak miesiączki. W Afryce tropikalnej tonik z korzeni A. hockii wykorzystywany jest jako afrodyzjak oraz w przypadku niepłodności kobiet, z kolei A. setiferum wykorzystywany jest do produkcji mikstur przeciw trądowi. 
Szympansy połykają nieprzeżute liście A. aequinoctiale w celu pozbycia się pasożytów.